# أيدا (تسويق)

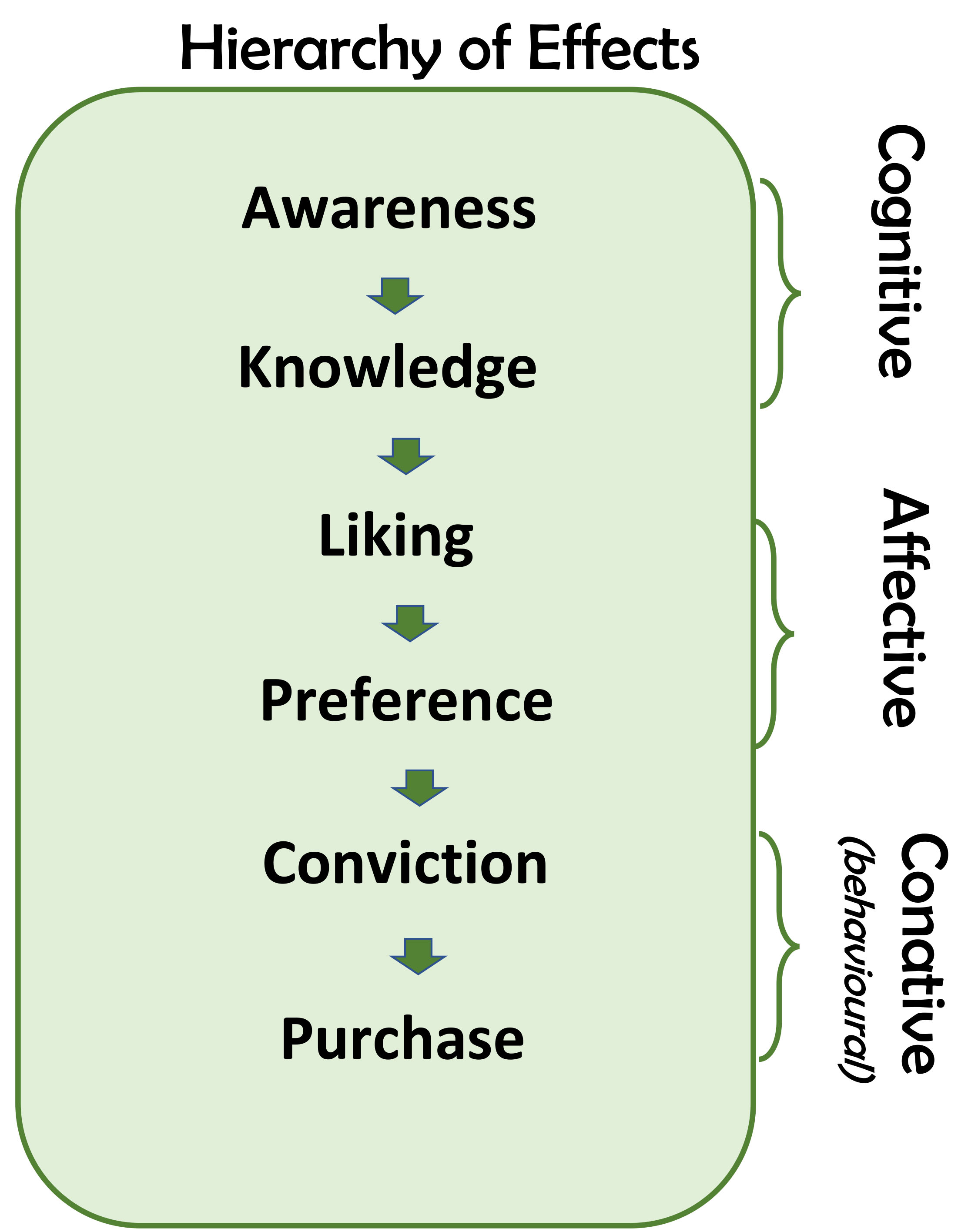

أيدا (بالإنجليزية: AIDA) هي علامة اختصار ترمز إلى الانتباه أو الوعي، والاهتمام، والرغبة أو الفعل. يُستخدم نموذج أيدا على نطاق واسع في التسويق والإعلان لوصف الخطوات أو المراحل التي تحدث من اللحظة التي يتعرف فيها المستهلك على منتج أو علامة تجارية حتى يجرب المستهلك منتجًا ما أو يتخذ قرار الشراء. بالنظر إلى حقيقة أن معظم المستهلكين يتعرفون على العلامة التجارية عن طريق الإعلان أو الاتصالات التسويقية، يساعد نموذج أيدا على شرح كيف تُشرك رسالة الإعلان أو الاتصال التسويقي المستهلكين أو تشغلهم في اختيار العلامة التجارية. يقترح نموذج أيدا في جوهره أنه على الرسائل الإعلانية إكمال عدد من المهام بهدف الانتقال إلى المستهلك عن طريق سلسلة من الخطوات المتتالية بدءًا من الوعي بالعلامة التجارية وصولًا إلى الفعل (الشراء والاستهلاك).
يُعتبر نموذج أيدا أحد أقدم النماذج المستخدمة في الإعلان، وطُوّر في أواخر القرن التاسع عشر. منذ ظهوره الأول في مطبوعات التسويق والإعلان، عُدل النموذج ووُسّع ليأخذ بعين الاعتبار ظهور وسائل إعلانية ومنصات تواصل جديدة. يُستخدم عدد من النماذج المعدلة البديلة في الوقت الحالي. خلال السنوات المئة الفائتة، خضع النموذج للعديد من التحسينات والتوسيعات، لذلك توجد اليوم العديد من المتغيرات المتداولة. لذا، يُعتبر نموذج أيدا البسيط اليوم فئة من النماذج، التي تُعرف بشكل جمعي باسم النماذج الهرمية أو التسلسل الهرمي لنماذج التأثيرات.

## نموذج أيدا
نموذج أيدا هو نموذج من فئة نماذج تُعرف باسم التسلسل الهرمي لنماذج التأثيرات أو النماذج الهرمية، تفترض جميعها أن المستهلكين يتحركون ضمن سلسلة من الخطوات أو المراحل عندما يتخذون قرارات الشراء. هذه النماذج خطية، إنها نماذج متتالية تُبنى على افتراض بأن المستهلكسن يتحركون ضمن سلسلة من المراحل المعرفية (التفكير) والفعالة (العاطفة) التي تنتهي بمرحلة سلوكية (الشراء أو التجربة).
تكون الخطوات التي يقترحها نموذج أيدا كالتالي:
- الانتباه: يصبح المستهلك على دراية بوجود فئة، أو منتج، أو علامة تجارية (عادة ما يتم ذلك من خلال الإعلان).
- الاهتمام: يصبح المستهلك مهتمًا بالتعلم عن فوائد العلامة التجارية وكيف تناسب نمط حياته.
- الرغبة: يطور المستهلك سلوكًا إيجابيًا تجاه العلامة التجارية.
- الفعل: يخلق لدى المستهلك نية بالشراء، يتسوق في الأرجاء، يقوم بالتجربة أو يشتري.

تستبدل بعض المتغيرات المعاصرة للنموذج الانتباه بالوعي. ما يجمع النماذج الهرمية جميعها هو فكرة أن الإعلان يعمل كمحفز (م) وقرار الشراء هو الاستجابة (ا). بمعنى آخر، نموذج أيدا هو تطبيق لنموذج المحفز والاستجابة. يمكن إيجاد عدد من النماذج الهرمية في المطبوعات بما في ذلك التسلسل الهرمي للتأثيرات للافيدج، وداغمار، ومتغيرات من نموذج أيدا. سيطرت النماذج الهرمية على نظرية الإعلان، ومن بين تلك النماذج، يُعتبر نموذج أيدا أحد أكثر النماذج تطبيقًا.
بينما ينتقل المستهلكون ضمن التسلسل الهرمي للتأثيرات، يمرون بمرحلة معالجة معرفية ومرحلة معالجة فعالة قبل حدوث أي فعل. لذا، تتضمن جميع النماذج في التسلسل الهرمي للتأثيرات خطوات معرفية (م)- وأثر (أ)- وسلوك (س)، وتشكل الخطوات الأساسية في التسلسل السلوكي الأساسي. تشير بعض النصوص إلى هذا التسلسل على أنه نماذج للتعلم- العاطفة- الفعل (معرفي- فعال- سلوكي).
يُعتبر نموذج أيدا الأساسي أحد أقدم النماذج الهرمية، إذ إنه يُستخدم منذ أكثر من قرن. يقدم استخدام نظام هرمي، مثل أيدا، للمسوق فهمًا مفصلًا عن كيفية تغير الجمهور الهدف مع مرور الوقت، ويوفر رؤى حول أي أنواع رسائل إعلانية من المرجح أن تكون أكثر فعالية في مراحل مختلفة. مع الانتقال من خطوة إلى أخرى، يتناقص العدد الكلي للاحتمالات. توصف هذه الظاهرة أحيانًا بأنها «مخروط للشراء». يصبح عدد كبير نسبيًا من المشترين على دراية بالمنتج أو العلامة التجارية، ثم تصبح مجموعة أصغر مهتمة، بينما تنتقل مجموعة أصغر نسبيًا إلى عملية الشراء الفعلية. يُعرف هذا التأثير أيضًا باسم «مخروط العميل»، «المخروط التسويقي»، أو «مخروط المبيعات».

يُستخدم هذا النموذج بكثرة أيضًا في المبيعات والإعلان. وفقًا للنموذج الأصلي، «تكون الخطوات التي على البائع اتخاذها في كل مرحلة كالآتي:
المرحلة الأولى. ضمان الانتباه.
المرحلة الثانية. تحويل الانتباه إلى اهتمام.
المرحلة الثالثة. زيادة الرغبة.
المرحلة الرابعة. خلق الثقة والإيمان.
المرحلة الخامسة. ضمان القرار والفعل.

المرحلة السادسة. خلق الرضا.

### الانتقادات
من العيوب الرئيسية لنموذج أيدا ونماذج هرمية أخرى غيابُ تأثيرات ما بعد الشراء مثل الرضا، والاستهلاك، وتكرار سلوك التحيز ونوايا سلوكية أخرى ما بعد الشراء مثل الإحالات أو المشاركة في مراجعات على الإنترنت عن المنتج. تتضمن بعض الانتقادات الأخرى اعتماد النموذج على طبيعة خطية، وتسلسل هرمي. وجدت الدراسات التجريبية أن النموذج متنبئ سيئ للسلوك الفعلي للمستهلك. بالإضافة إلى ذلك، وجدت مراجعة مكثفة لمطبوعات متعلقة بتأثيرات الإعلان أجراها كل من فاكراتساس وآمبلر دعمًا تجريبيًا قليلًا للنماذج الهرمية.
تتضمن أحد الانتقادات الأخرى المهمة للنماذج الهرمية اعتمادها على مفهوم عملية الاستجابة الخطية الهرمية. تقترح بعض البحوث بالفعل أن المستهلكين يعالجون المعلومات الترويجية عبر مسارات مزدوجة، أي المسار المعرفي (التفكير) والمسار الفعال (العاطفة) في الوقت نفسه. قادت هذه الرؤيا إلى تطوير فئة من النماذج البديلة، تُعرف باسم النماذج التكاملية.